# Euphyia saladura
Euphyia saladura är en fjärilsart som beskrevs av Paul Dognin 1893. Euphyia saladura ingår i släktet Euphyia och familjen mätare. Inga underarter finns listade i Catalogue of Life.